# Angaria javanica
Angaria javanica is een slakkensoort uit de familie van de Angariidae. De wetenschappelijke naam van de soort is voor het eerst geldig gepubliceerd in 1999 door K. Monsecour & D. Monsecour.